# Griqualand Ouest

Républiques Boers et États griquas au XIXe siècle

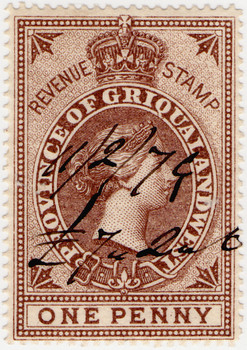
Timbre fiscal de un penny du Griqualand ouest, 1879.

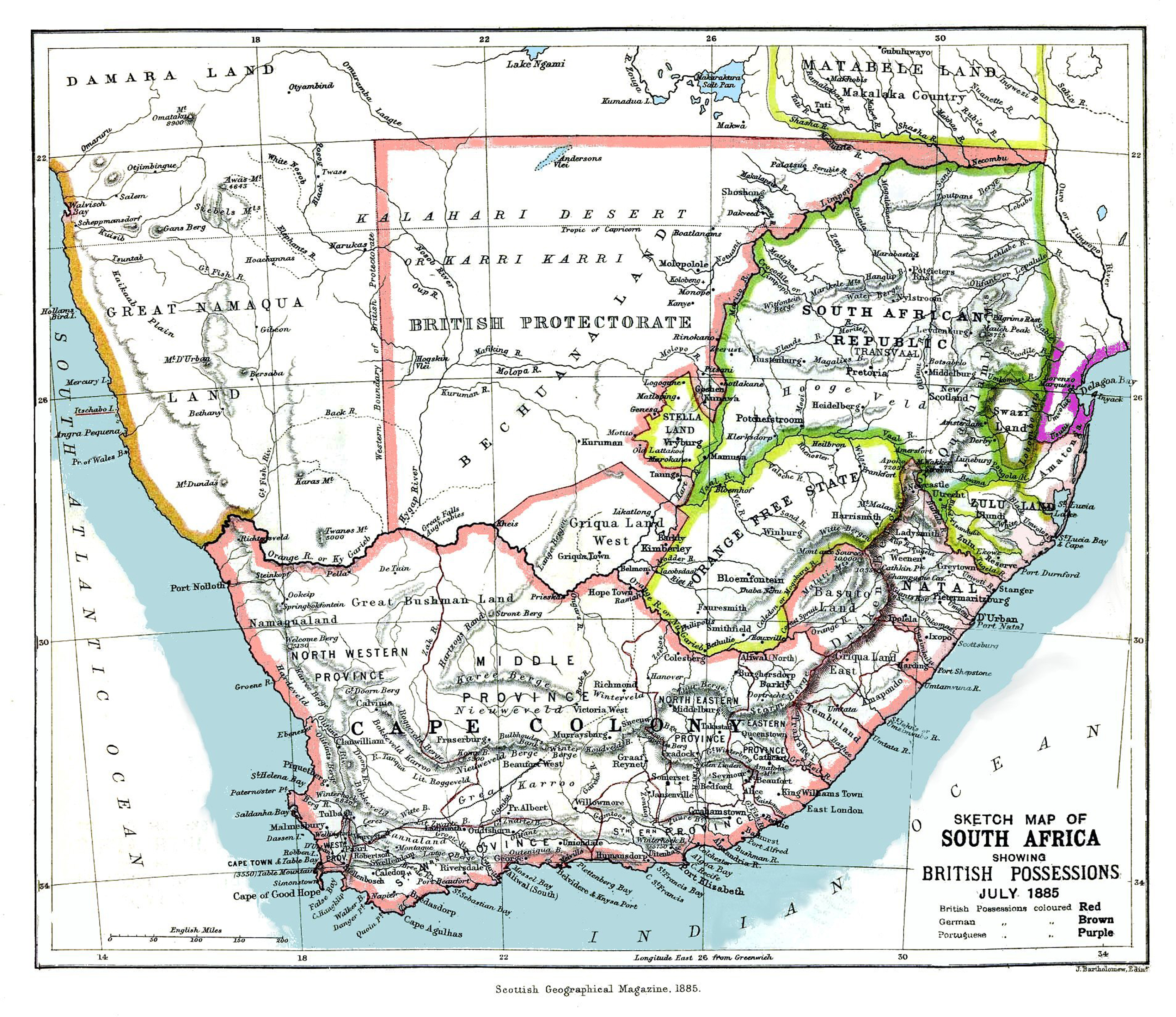
Le Griqualand ouest (au centre) sur une carte des États d'Afrique australe, juillet 1885.

Le Griqualand Ouest est une zone de 40 000 km2, située au centre de ce qui est de nos jours l'Afrique du Sud, dans la province du Cap du Nord. Elle est d'abord habitée par les Khoïsan et les Tswanas. Les Griquas leur succèdent. Il s'agit d'un peuple métis, de langue afrikaans, semi-nomade, qui établit plusieurs États au-delà de la frontière de la colonie du Cap.
En 1873, elle devient une colonie britannique,  avec Kimberley comme capitale, et, en 1880, elle est annexée par la colonie du Cap. Lorsque l'Union d'Afrique du Sud est instituée, en 1910, le Griqualand ouest devient une partie de la province du Cap. Elle conserve cependant ses propres équipes sportives « provinciales ».

## Histoire ancienne
La population autochtone est celle des chasseurs-cueilleurs Sans et des éleveurs khoïkhoïs. Les Tswanas arrivent ensuite,  venus du nord. Ils deviennent majoritaires dans la région et le restent jusqu'à nos jours. Au début du xixe siècle, toute la zone est dominée par le puissant peuple Griqua, qui lui donne son nom.

## État Griqua indépendant

### Origines du peuple Griqua
Le peuple Griqua est un peuple métis issu d'unions entre les colons néerlandais du Cap et les Khoïkhoïs qui y vivaient avant eux. Venus de la colonie du Cap, ils deviennent des cavaliers semi-nomades, parlant l'afrikaans, qui établissent d'éphémères États au nord de la colonie.
La Compagnie néerlandaise des Indes orientales (Vereenigde Oost-Indische Compagnie, VOC), qui établit la ville puis la colonie du Cap à la fin du xviie siècle, n'a pas l'intention d'en faire une entité politique. De ce fait, malgré son expansion, ses dirigeants ne se préoccupent guère de ses frontières qui restent fluctuantes et indéterminées. Quoique la VOC profite incontestablement de ses relations avec les Trekboers, elle ne les contrôle pas ni ne les soutient dans leur quête territoriale.
La forte proportion d'hommes célibataires parmi les colons les amène à prendre des femmes autochtones comme épouses ou compagnes, et des enfants métis commencent à naître en nombre. Ils forment une importante population de langue néerlandaise qui contribue au développement de la colonie. Les enfants nés de ces unions n'ont pas le statut légal et social de leurs pères, les lois coloniales ne reconnaissant que les formes chrétiennes du mariage. Ils sont des « bâtards » (basters). Les colons, dans le cadre de leur réponse militaire à la résistance des Khoïsan, les enrôlent en tant que commandos ; ils sont ainsi formés au maniement des armes légères, à l'équitation et aux tactiques de guérilla.

### Migration des Griquas

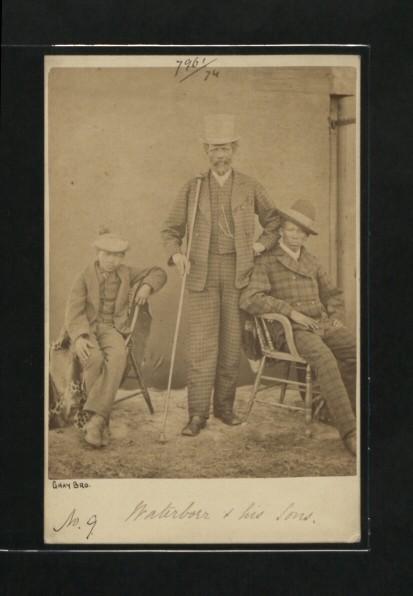
Le kaptein griqua Andries Waterboer et ses fils.

Équipés de fusils et de chevaux, beaucoup des basters, mal considérés dans leur société d'origine, mais néanmoins recrutés pour la guerre, choisissent d'abandonner leur société paternelle pour vivre une existence semi-nomade au-delà des frontières de la colonie. Ces hommes qui quittent Le Cap obèrent les capacités militaires des Néerlandais. Ils deviennent des « belligérants opportunistes », en lutte contre les populations autochtones le long de la rivière Orange. Une fois libérés de l'assujettissement des colonies, ils se dénomment eux-mêmes les « Oorlam ». Le groupe dirigé par Klaas Afrikaner (en) attire suffisamment l'attention des autorités néerlandaises pour qu'elles arrêtent ce dernier et l'exilent à Robben Island en 1761.
L'un des groupes Orlaam les plus influents est celui des Griquas. Au xixe siècle, ces derniers contrôlent plusieurs entités politiques, disposant de leur propre constitution, gouvernées par un Kaptein ou Kaptijn (littéralement « capitaine ») et un conseil. Au cours de leurs migrations les Griquas adoptent largement la langue afrikaans.
Adam Kok I (af), le premier kaptein des Griquas, reconnu comme tel par les Britanniques, est à l'origine un esclave ayant acquis lui-même sa liberté. Il gouverne un groupe résidant au nord de la colonie du Cap. Probablement à cause des discriminations à leur encontre, les populations concernées se déplacent vers le nord, occupant des zones auparavant contrôlées par des Tswanas et des Khoïkhoïs. Cette zone, où s'installent de nombreux Griquas, se situe près de la rivière Orange, à l'ouest de l'État libre d'Orange et sur la bordure méridionale du Transvaal. La région est nommée « Griqualand ouest » et le territoire se voit doté d'une capitale, nommée à l'origine Klaarwater puis Griekwastad, littéralement « la ville des Griquas ».

### Dynastie des Waterboer
Les Griquas s'installent, cependant beaucoup restent nomades et le peuple d'Adam Kok se sépare ultérieurement en plusieurs nations semi-nomades. À l'occasion d'un schisme, une partie des Griquas migre vers le sud-est, sous la direction du fils d'Adam Kok, Adam Kok II. Ils fondent l'État du Griqualand Est.
Dans la région d'origine, qu'on appelle donc désormais Griqualand ouest, Andries Waterboer prend le pouvoir et fonde la puissante dynastie qui porte son nom. Les kaptijn Waterboer dirigent le Griqualand ouest jusqu'à l’arrivée des Européens, qui accompagnent la découverte de diamants, et, dans une moindre mesure, aussi après.
En 1834, la colonie du Cap reconnaît les droits des Waterboer sur la terre et la population. Un traité est signé pour permettre, contre paiement, l'exploitation minière des terres. Dans les deux Griqualand, est et ouest, les Griquas sont minoritaires en nombre face aux populations bantoues préexistantes et, dans certains endroits, face aux colons européens ; les Griquas maintiennent leur identité au travers du contrôle politique qu'ils continuent à assurer.

## Champs diamantifères et conflits territoriaux

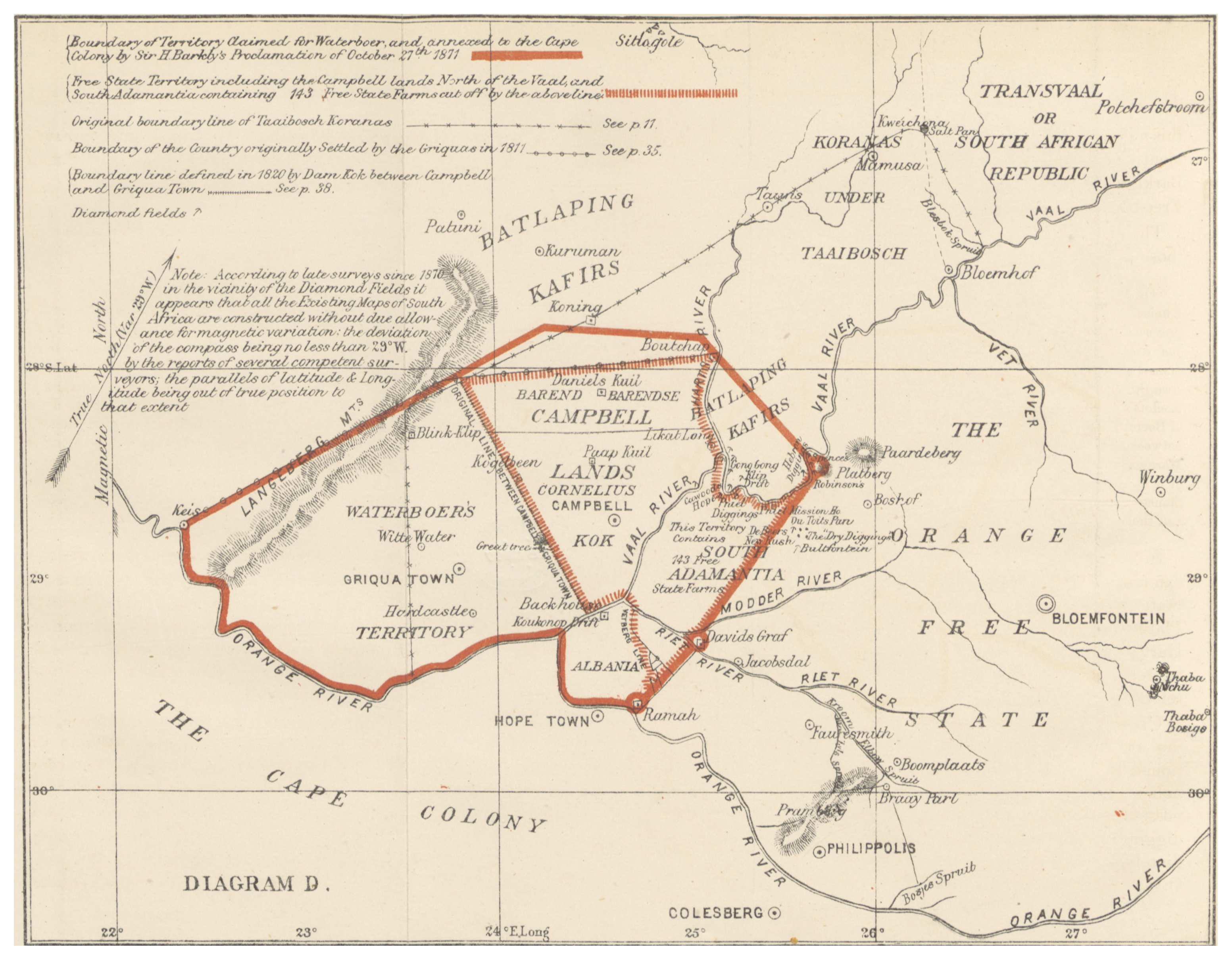
Carte de 1873.

Durant les années 1870-1871, un grand nombre de mineurs, donc beaucoup d'origine anglaise, arrivent au Griqualand ouest et colonisent les champs diamantifères récemment découverts près de la confluence de la rivière Vaal et du fleuve Orange. La zone est celle où les Griquas font saisonnièrement paître leurs troupeaux et sa propriété fait l'objet d'une contestation entre le chef Griqua Nicolaas Waterboer et la république boer de l'État libre d'Orange.
En 1870, le président du Transvaal, Marthinus Wessel Pretorius, déclare que les champs diamantifères sont la propriété des Boers, et il établit un gouvernement provisoire pour les gouverner. Cela ne satisfait ni les Boers, ni les Griquas, ni les mineurs, ni les autochtones Tswanas. La tension croît rapidement et Stafford Parker, un ancien marin britannique, met en place une faction de mineurs, afin de chasser tous les représentants du Transvaal de la zone.

### La république des mineurs (1870-1871)

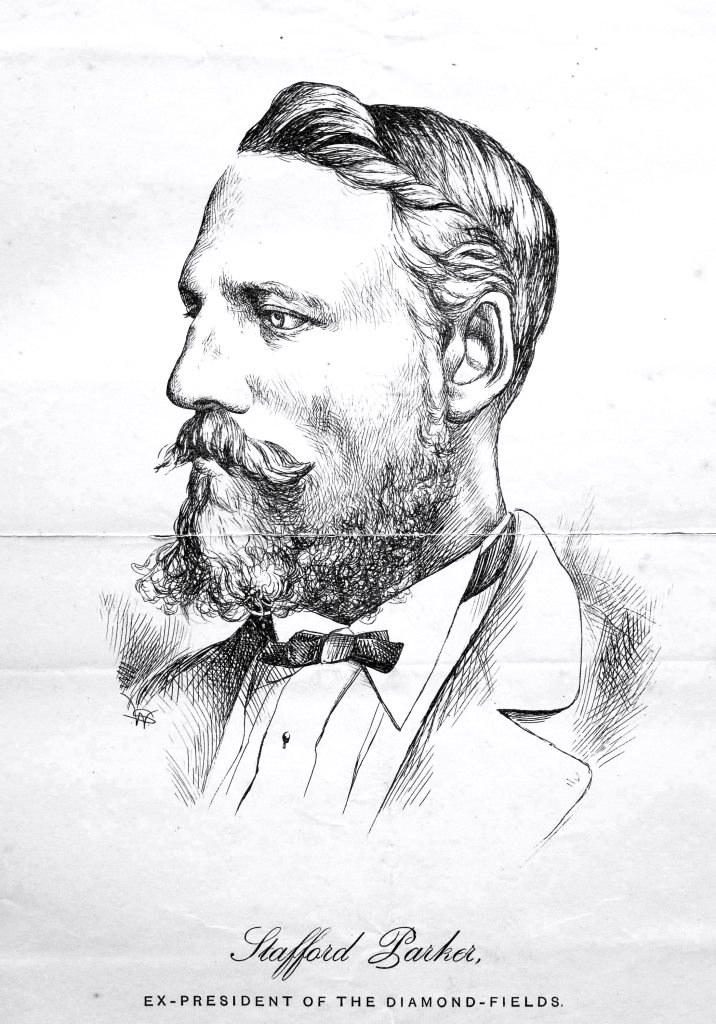
Stafford Parker.

À l'occasion de la fondation de Klipdrift, le 30 juillet 1870, Stafford Parker (en) déclare l'indépendance de la république de Klipdrift (connue aussi sous le nom de « république des mineurs ») et il en devient le président. La ville est renommée « Parkerton », d'après le nom du président, lequel commence la collecte des impôts, souvent à la pointe du fusil. 10 000 mineurs d'origine britannique s'installent dans le nouvel État. Des factions à l'intérieur de la république implorent les Britanniques d'imposer leur autorité et d'annexer le territoire. Les forces boers tentent de regagner le territoire par la négociation, mais n'y parviennent pas. Le gouverneur britannique Henry Barkly est appelé comme médiateur. Barkly crée le « comité Keate » pour auditionner les parties en présence ; le comité statue en faveur de Nicolaas Waterboer contre les républiques boers.

## Administration britannique (1871-1880)
À ce moment, Waterboer offre de placer le territoire sous l'administration de la reine Victoria. L'offre est acceptée et le territoire, occupé par les troupes anglaises, est déclaré, le 27 octobre 1871, territoire britannique sous le nom de colonie du Griqualand ouest,,.

### Conflits territoriaux ultérieurs

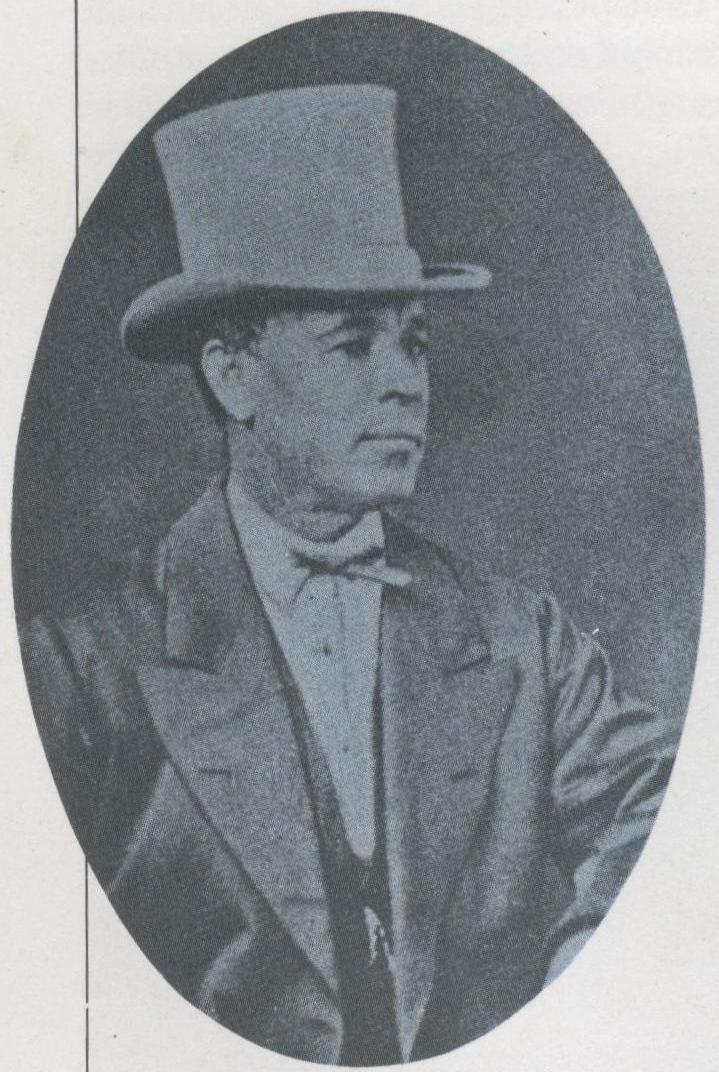
David Arnot, avocat et diplomate Griqua.

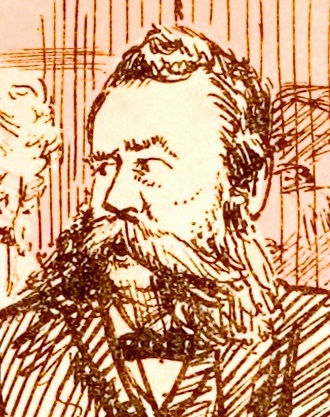
Caricature d'Andries Stockenström.

Les conflits territoriaux persistent néanmoins, malgré l'annexion britannique. Cette prise de pouvoir incite une partie du « conseil du peuple » (volksraad) de l'État libre d'Orange à entrer en guerre contre les Britanniques mais les conseils avisés du président prévalent. L'État d'Orange n'abandonne cependant pas ses revendications, espérant que les diamants seront le moyen de restaurer son crédit et sa prospérité. Le Griqualand ouest n'est pas économiquement viable et ploye sous le fardeau d'une énorme dette publique. Ce problème dura très longtemps en Afrique australe et y causa d'intenses tensions.
Devant les réclamations de l'État libre d'Orange auprès des autorités Griquas, la cour de justice du Griqualand ouest est institutée en 1875, sous la direction du juge Andries Stockenström. Les revendications de Waterboer sont présentées par David Arnot ; elles sont fondées sur les termes du traité signé avec les Britanniques en 1834 et sur les divers accords passés ultérieurement avec les chefs Kok. L'État d'Orange s'appuie sur les droits souverains qu'il tient d'Adam Kok et sur sa longue période d'occupation des lieux. Les droits de propriété et ceux de souveraineté sont confondus ou ignorés. Le fait que Waterboer n'exerce aucune autorité de fait sur le territoire est admis. Dans une conclusion cruciale, le juge décide que, dans la mesure où le peuple Griqua est nomade, les chefs griquas dirigent un peuple, mais pas un territoire délimité. De plus, ils ne sont arrivés à cet endroit qu'environ cinquante ans auparavant, au début du xixe siècle. Par conséquent les Griquas ne sont pas considérés comme ayant des droits sur tous les territoires qu'ils parcourent, mais uniquement sur ceux dans lesquels ils se sont fixés. Ils peuvent continuer à traverser ces autres territoires mais cela ne leur donne pas des droits dessus. Cette décision a pour conséquence que les titres de propriété concédés par le chef Griqua Nicolaas Waterboer en dehors du « noyau » constitué par Griekwastad et Albania, sont entachés de nullité. Mais un scandale éclate, le juge Stockenström est accusé de partialité du fait de ses relations d'amitiés personnelles avec le président de l'État d'Orange, Jan Brand.
En juillet 1876, Henry Herbert, 4e comte de Carnavon, secrétaire d'État aux colonies, accorde à l'État libre d'Orange un paiement pour tous les droits qu'il estimait posséder au Griqualand ouest.
Les revendications de l'État d'Orange, à l'instar de celles du Transvaal, sont motivées par des raisons économiques. Avant la découverte des diamants, les deux États sont en grande difficulté économique et monétaire. La guerre contre les Basotho est épuisante. La monnaie papier qui a été instituée, matérialisées par les billets blueback, a perdu la moitié de sa valeur nominale. Le commerce se pratique largement sous forme de troc et on compte de nombreux cas de banqueroutes ou de faillites. Mais, tout comme l’annexion du Transvaal par les Britanniques en 1877 le sauve de la faillite, l'afflux d'immigrants britanniques sur les champs diamantifères restaure le crédit et la prospérité des Boers de l'État libre d'Orange. Les champs diamantifères offrent un marché pour écouler les stocks et les produits agricoles et les poches des fermiers se remplissent à nouveau. Le crédit public est restauré et les bluebacks retrouvent leur valeur nominale et sont rachetés par le gouvernement. D'autres mines de diamant sont découvertes à l'intérieur de l'État libre d'Orange, parmi lesquelles la plus riche est celle de Jagersfontein. Les capitaux, en provenance de Londres et Kimberley, affluent.

### Pressions sur la colonie du Cap
Après l'annexion du Griqualand ouest, les Britanniques envisagent de l'incorporer dans la colonie du Cap et font pression sur son gouvernement à cette fin. Le nouveau Premier ministre du Cap, John Molteno, refuse, invoquant l'énorme dette publique du territoire ainsi que les querelles entre les communautés à l'intérieur du Griqualand et les réticences dans son propre territoire.
Le contrôle du territoire passe progressivement des mains des kaptijn griquas vers la communauté des mineurs de diamant. Le démantèlement complet est envisagé par les Griquas locaux. Sous la pression, le dirigeant Griqua Nicolaas Waterboer envoie une requête formelle au gouvernement du Cap pour demander l'incorporation du territoire ; cela s'accompagne de nouvelles pressions britanniques visant à convaincre la colonie du Cap d'accepter cette proposition.

## Incorporation dans la colonie du Cap (1880)

Drapeau de la colonie du Cap, 1875-1910.

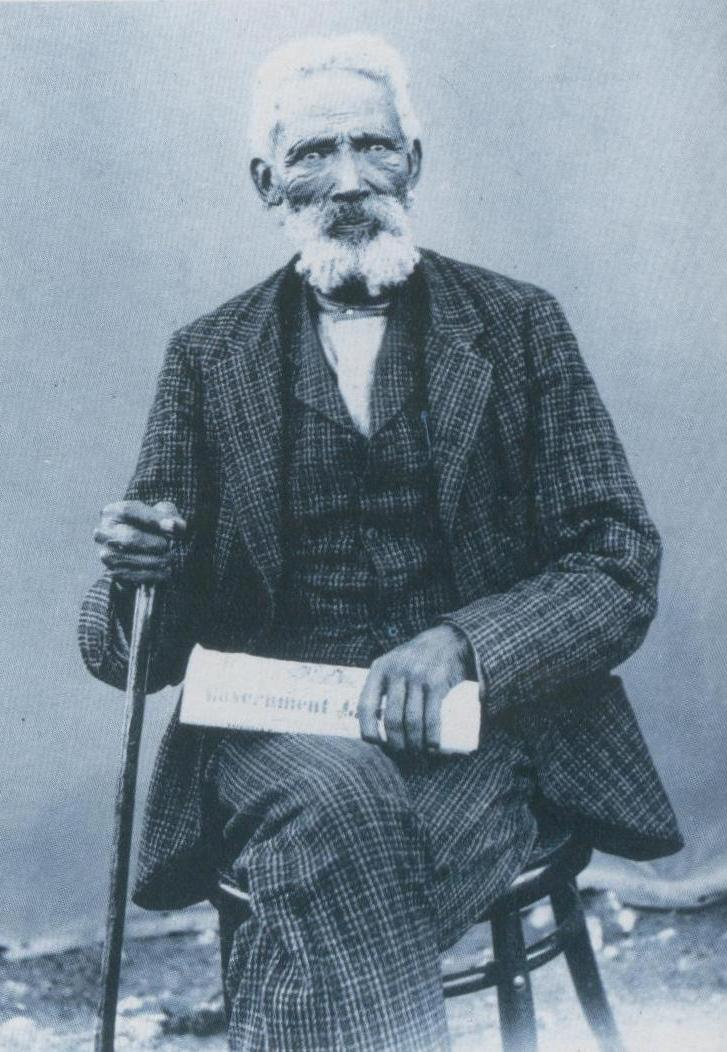
Nicolaas Waterboer, kaptijn des Griquas.

Après la demande formulée par Nicolaas Waterboer, un débat s'engage pour savoir s'il faut absorber le Griqualand ouest ou s'il faut créer une forme de confédération entre les deux territoires. L'option confédérale est soutenue par le gouvernement anglais et son secrétariat d'État aux colonies, en tant que premier pas dans un processus visant à créer une confédération couvrant toute l'Afrique australe, sous direction britannique. L'autre point de vue est soutenu par le parlement du Cap, particulièrement son Premier ministre, John Molteno, fortement déterminé, qui était originellement opposé à cette fusion à cause de la dette et de la grande instabilité du territoire. Il demande désormais aux Britanniques l'assurance que la population sera consultée dans le processus. Suspicieux quant aux motivations des Britanniques, il effectue, en 1876, un voyage en tant que plénipotentiaire pour faire valoir que Le Cap ne peut administrer un territoire divisé et sous-développé et qu'une confédération bancale ne serait ni viable économiquement ni politiquement stable. En résumé, il argue que le Griqualand ouest doit être soit totalement incorporé, soit totalement indépendant. Après avoir conclu un accord avec le gouvernement britannique et obtenu l'assurance que les objections locales avaient été apaisées, il signe l'acte d'annexion du Griqualand ouest le 27 juillet 1877.
Le texte prévoit que le Griqualand ouest a le droit d'élire quatre représentants au parlement, deux pour Kimberley et deux pour la région de Barkly West. Ce nombre est doublé en 1882. Le gouvernement du Cap impose aussi son système de franchise électorale (Franchise électorale du Cap). Cela signifie que tous les résidents mâles sont électeurs et que les droits censitaires pour le vote sont identiques pour tous, indépendamment de la couleur de peau. Cela est bien accueilli par les Griquas, mais est rejeté par les colons nouvellement arrivés sur les champs diamantifères de Kimberley. Dans le domaine judiciaire, le procureur général Griqua rend compte à la cour suprême du Cap, qui obtient sur le territoire une compétence concurrente avec celle de la Haute cour du Griqualand ouest.
La mise en œuvre du traité a lieu le 18 octobre 1880, lorsque le Griqualand ouest est formellement incorporé à la colonie du Cap ; il sera bientôt suivi par le Griqualand est.

## Dirigeants et administrateurs du territoire

### Kaptijndu Griqualand (1800-1871)
- Adam Kok I (1800-1820) ; 1820 voit la nation Griqua se séparer en deux.
- Andries Waterboer (1820-1852)
- Nicolaas Waterboer (1852-1896)

La dynastie existe encore de nos jours, occupant un rôle symbolique.

### Administration britannique (1871-1880)
- Commissaire Joseph Millerd Orpen (27 oct. 1871 - 10 jan. 1873)
- Administrateur puis Lieutenant Gouverneur Richard Southey (10 jan. 1873 - 3 août 1875)
- Lieutenant Gouverneur William Owen Lanyon (3 août 1875 - mars 1879)
- Lieutenant Gouverneur James Rose Innes (mars 1879 - 15 oct. 1880)[13]

### Crédits
- (en) Cet article est partiellement ou en totalité issu de l’article de Wikipédia en anglais intitulé « Griqualand West » (voir la liste des auteurs).